# 1994年鐵路
此條目列出1994年發生有關鐵路運輸的事件。

## 事件

### 1月
- 1月1日：德國國營鐵路與德國聯邦鐵路合併成德國鐵路。
- 1月9日：芝加哥地鐵關閉綠線以進行大規模4億美元、2年半的翻新和現代化工程。

### 3月
- 3月21日：雪菲爾超級電車通車。
- 3月30日：名古屋市營地下鐵櫻通線由今池站延伸至野並站。

### 4月
- 4月1日：滑鐵盧及城市鐵路由英國鐵路交由倫敦地鐵營運，並改名滑鐵盧及城市線。
- 4月1日：野上電氣鐵道（日语：野上電気鉄道）野上線（日语：野上電気鉄道野上線）停運。
- 4月1日：首爾地鐵4號線延長至南泰嶺站，並與同日延伸通車的果川線直通運行。

### 5月
- 5月6日：英法海底隧道通車。
- 5月29日：法國高速鐵路互聯東線通車。

### 6月
- 6月15日：關西機場線和南海機場線通車。
- 6月18日：台北鐵路地下化專案北隧道延長至松山車站。
- 6月23日：釜山都市鐵道1號線延長至新平站。
- 6月30日：宣杭铁路正式交付运营。

### 7月
- 7月3日：法國高速鐵路羅納－阿爾卑斯線通車，薩托拉斯站啟用。
- 7月20日：墨西哥城地鐵8號線通車。

### 8月
- 8月20日：Astram線通車。

### 9月
- 9月1日：盆唐線通車，來往水西站至梧里站。
- 9月22日：紐約大都會運輸署開始興建63街連接線。
- 9月30日：倫敦地鐵奧德維奇支線和埃平站至昂加站（英语：Ongar railway station）停運。
- 9月30日：大阪單軌電車線延長至柴原站。

### 10月
- 10月7日：丹佛輕軌D線（英语：D Line (RTD)）通車[1]。
- 10月13日：歐洲之星開行倫敦至布魯塞爾的列車。
- 10月14日：札幌市營地下鐵東豐線由豐水薄野站延長至福住站。

### 11月
- 11月14日：歐洲之星開行倫敦至巴黎列車。
- 11月30日：蒙特雷地鐵2號線（英语：Monterrey Metro Line 2）通車。

### 12月
- 12月3日：智頭急行智頭線通車。
- 12月7日：營團地下鐵（現為東京地下鐵）有樂町線新線（現為副都心線）小竹向原站至新線池袋站（現為池袋站副都心線部分）通車，西武鐵道西武有樂町線通車，並開始直通運行。
- 12月28日：基輔地鐵瑟雷茨-佩切拉線由奧索科爾基站延長至哈爾科夫站。